# Fernando Corona
Fernando Corona (Santander, 26 novembre 1895 - Porto Alegre, 1979) est un sculpteur, architecte, ornementiste, essayiste, critique et professeur d'art d'origine espagnole, basé à Porto Alegre, au Brésil.
En 1938, avec la thèse Fídia - Miguel Ângelo - Rodin, il remporte le concours pour la chaire de sculpture et de modelage à l' Institut des Beaux-Arts de Porto Alegre, où il enseigne pendant plus de 30 ans, influençant des générations d'autres artistes locaux. Il collabore à la Revista do Globo.
Il a une activité significative en tant que sculpteur, étant l'auteur de l'image de Notre-Dame du Liban sur la façade de l'église du même nom, du masque de Beethoven dans le Parque Farroupilha, du groupe sculptural du frontispice du Santander Cultural et du dessin de la Fonte Talavera devant le palais municipal . Il possède également des pièces dans des collections privées et au MARGS. Il a reçu une médaille d'or au IV Salão Gaúcho de Belas Artes et a tenu deux expositions personnelles dans la ville dans les années 1950.
Dans le domaine de l'essai, il a laissé un travail fondamental pour l'historiographie de la critique d'art du Rio Grande do Sul.

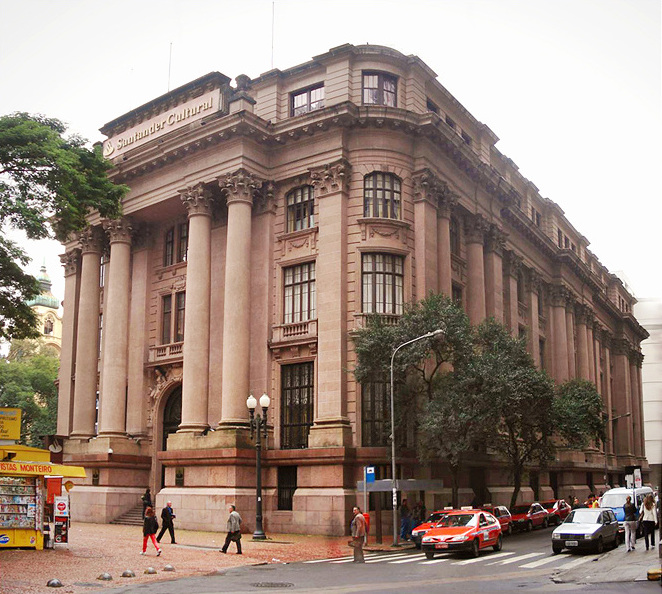
Bâtiment du Santander Cultural, conçu par Corona.
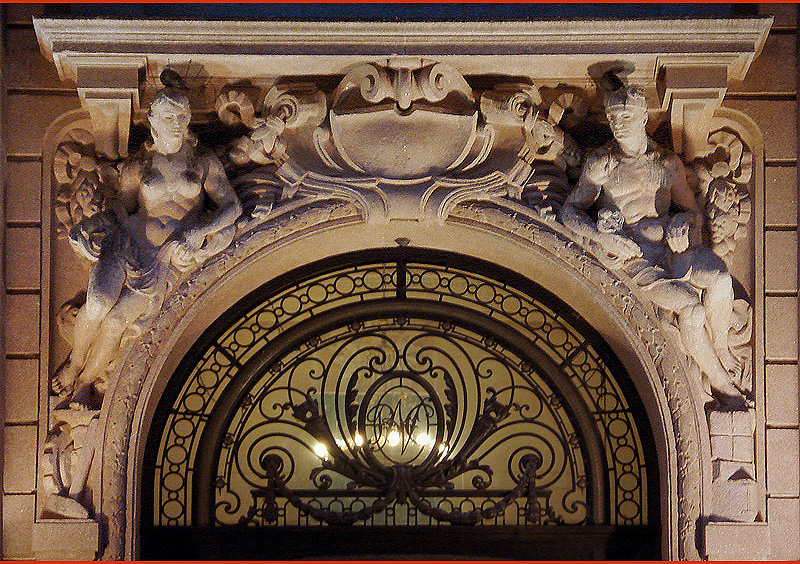
Détail de frontispice, sculpté par Corona.